# Geum
Geum là một chi thực vật có hoa trong họ Hoa hồng.

## Một số loài chọn lọc
- Geum aleppicum – yellow avens or common avens[2]
- Geum bulgaricum
- Geum calthifolium
- Geum canadense – white avens
- Geum × catlingii – Catling's avens
- Geum coccineum – dwarf orange avens
- Geum elatum
- Geum geniculatum – bent avens
- Geum heterocarpum
- Geum japonicum
- Geum laciniatum – rough avens
- Geum leiospermum
- Geum macrophyllum – largeleaf avens
- Geum molle
- Geum montanum – Alpine avens
- Geum parviflorum
- Geum peckii – mountain avens
- Geum pentapetalum
- Geum pyrenaicum
- Geum quellyon – scarlet avens or Chilean avens
- Geum radiatum – spreading avens, Appalachian avens, and cliff avens
- Geum reptans – creeping avens
- Geum rhodopeum
- Geum rivale – water avens or purple avens[3]
- Geum rossii – Alpine avens
- Geum sikkimense
- Geum sylvaticum
- Geum talbotianum – Tasmanian snowrose
- Geum triflorum – prairie smoke or three-flowered avens[4]
- Geum turbinatum
- Geum uniflorum
- Geum urbanum – wood avens or herb Bennet
- Geum vernum – spring avens
- Geum virginianum – cream avens or Virginia avens

## Hình ảnh

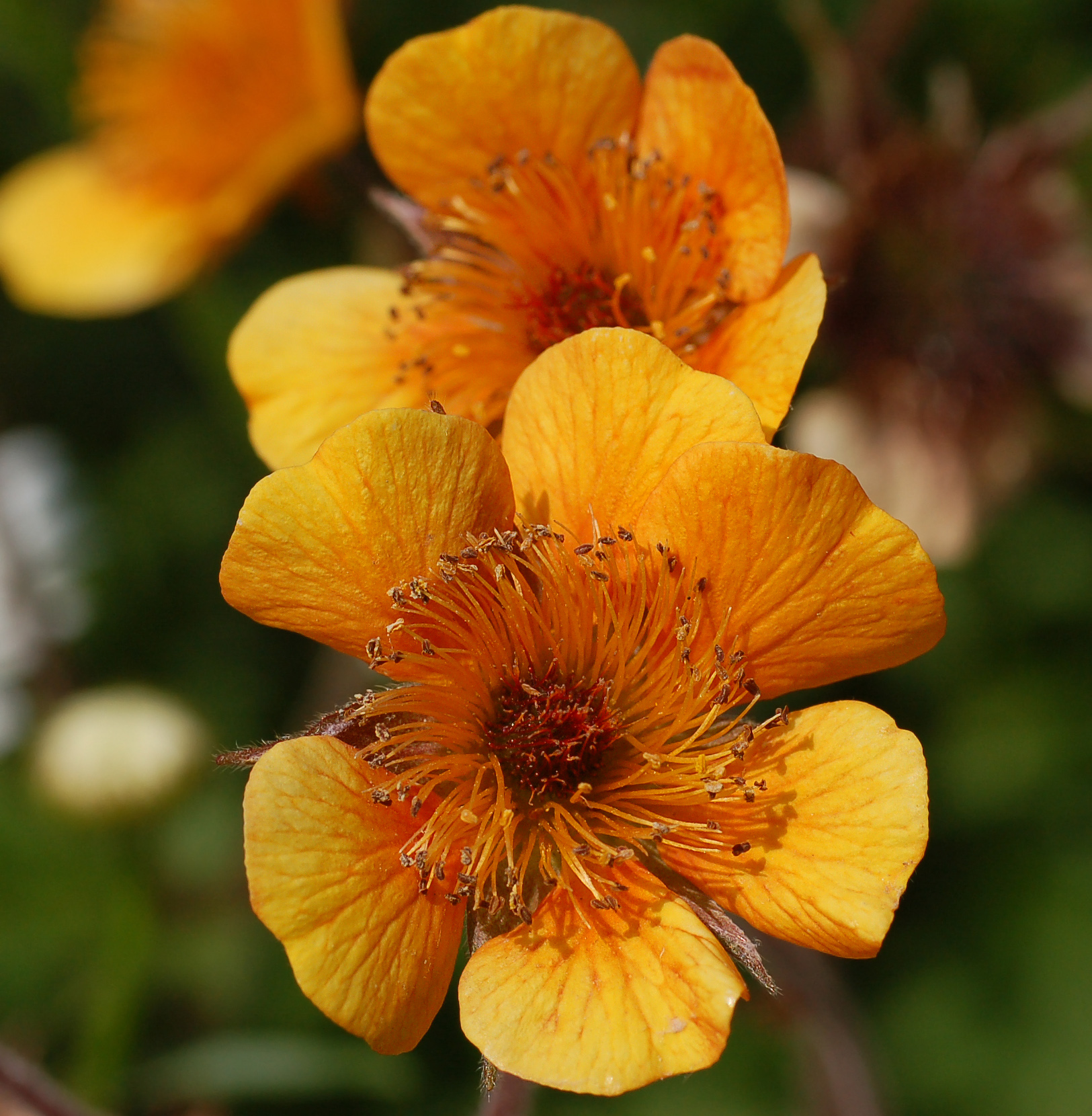
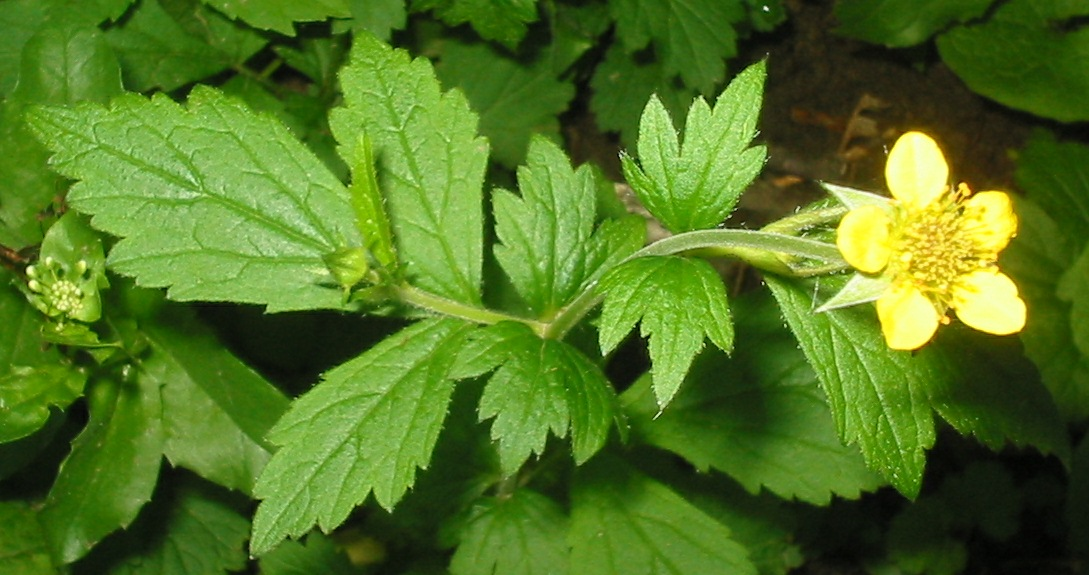
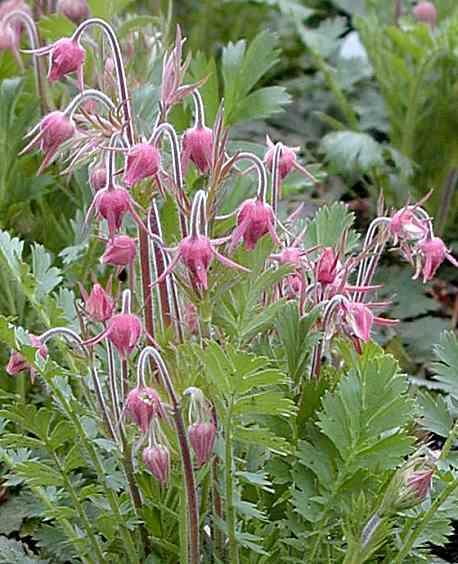
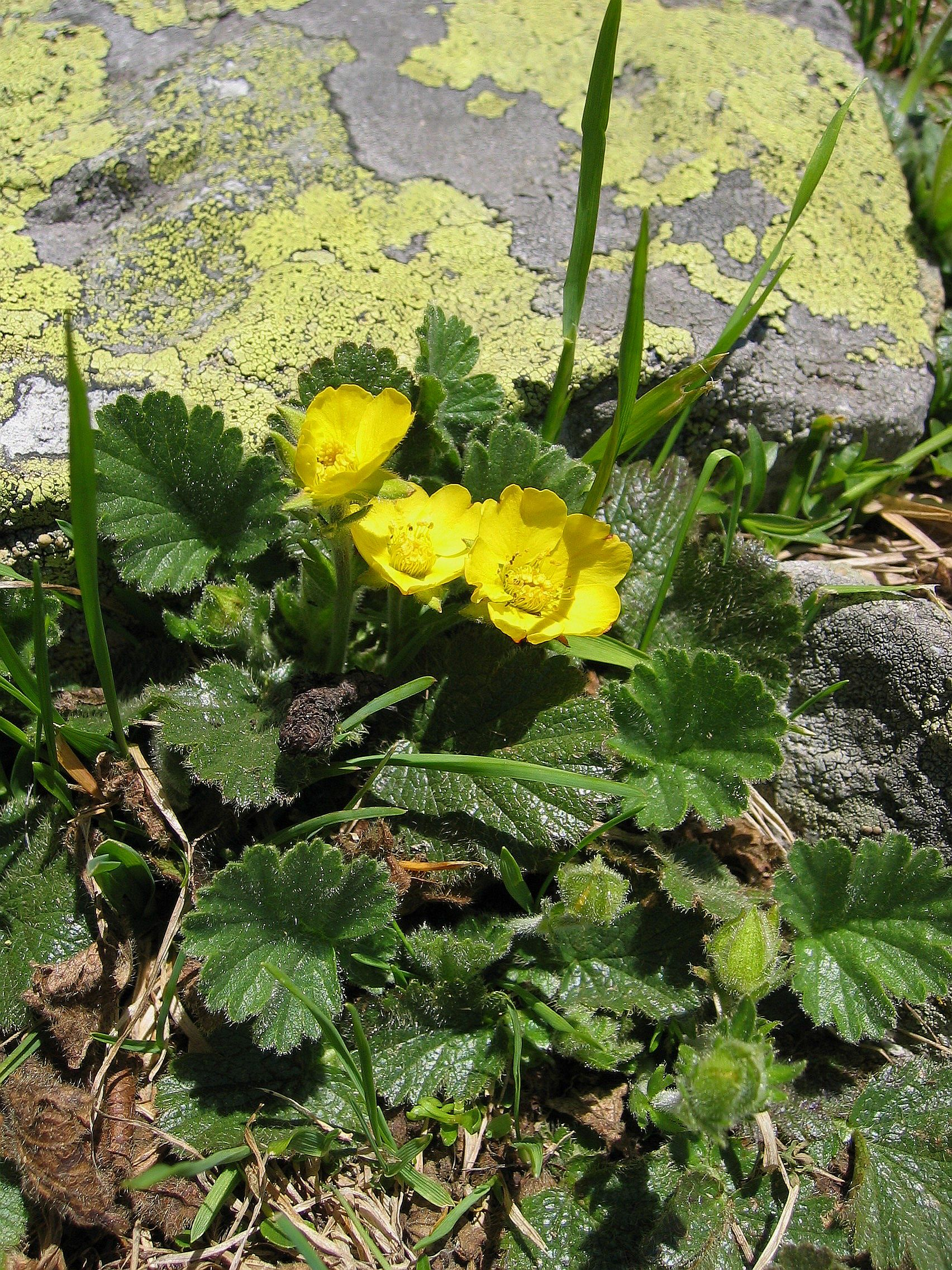
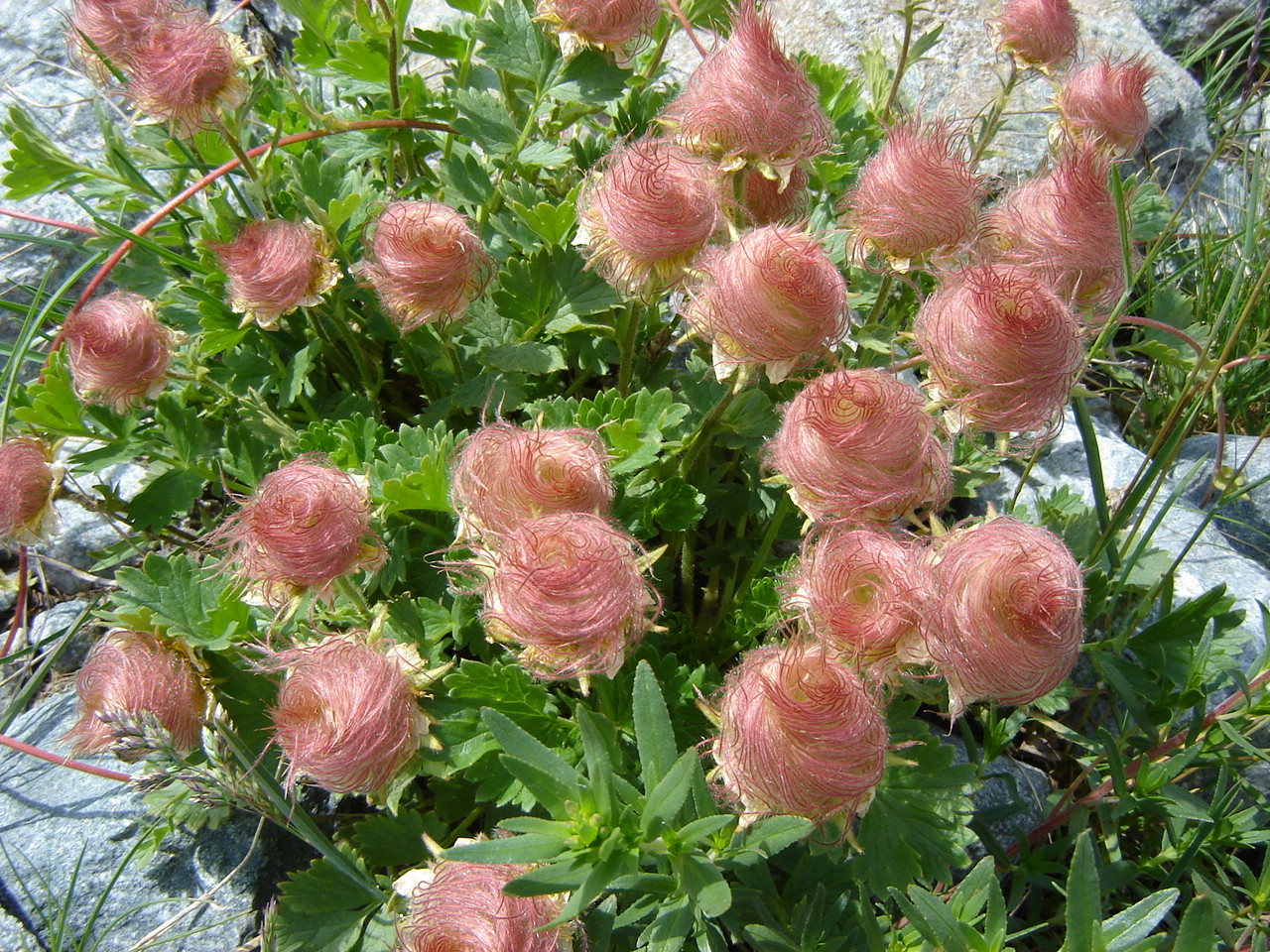
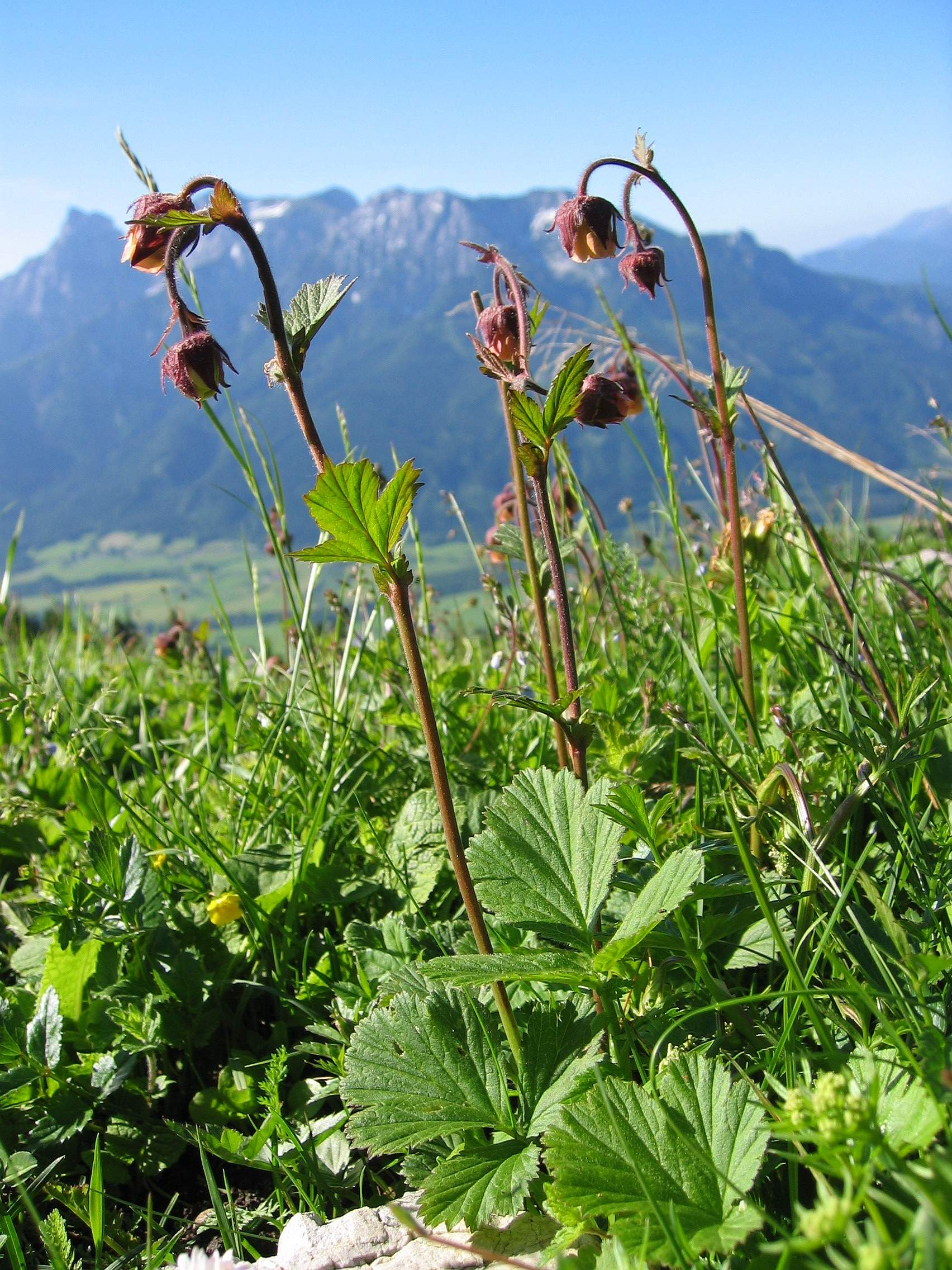